# آندره لوئیس فریرا
آندره لوئیس فریرا (پرتغالی: André Luís Ferreira؛ زادهٔ ۲۱ اکتبر ۱۹۵۹) بازیکن سابق و مربی فوتبال اهل برزیل است.
از باشگاه‌هایی که در آن بازی کرده‌است می‌توان به باشگاه فوتبال کوریتیبا، باشگاه ورزشی اینترناسیونال، باشگاه فوتبال سان خوزه، و باشگاه فوتبال باهیا اشاره کرد.
وی همچنین در تیم ملی فوتبال زیر ۲۳ سال برزیل بازی کرده‌است.
وی در مسابقات بین‌المللی در مجموع برندهٔ ۱ مدال نقره شده‌است.